# Amphianax
Amphianax (soms ook Iobates genoemd) was in de Griekse mythologie een koning van Lycië. Toen Proitos door zijn tweelingbroer Acrisius uit Argos was verbannen, ontving Amphianax hem aan zijn hof. Hij bood hem zijn dochter Anteia (of Steneboea) aan, en geleidde hem weer terug naar Argolis. Hier werd zijn deel van het gezag hersteld. Amphianax is ook degene die Bellerophon (nadat deze gestuurd is door Proteus) als opdracht geeft de Chimaera te doden. Amphianax wordt in dit tekstgedeelte echter wel Iobates genoemd.